# Rytele-Olechny (gromada)
Rytele-Olechny – dawna gromada, czyli najmniejsza jednostka podziału terytorialnego Polskiej Rzeczypospolitej Ludowej w latach 1954–1972.
Gromady, z gromadzkimi radami narodowymi (GRN) jako organami władzy najniższego stopnia na wsi, funkcjonowały od reformy reorganizującej administrację wiejską przeprowadzonej jesienią 1954 do momentu ich zniesienia z dniem 1 stycznia 1973, tym samym wypierając organizację gminną w latach 1954–1972.
Gromadę Rytele-Olechny z siedzibą GRN w Rytelach-Olechnach utworzono – jako jedną z 8759 gromad na terenie Polski – w powiecie sokołowskim w woj. warszawskim, na mocy uchwały nr VI/10/21/54 WRN w Warszawie z dnia 5 października 1954. W skład jednostki weszły obszary dotychczasowych gromad Garnek, Noski, Rytele Olechny, Wólka Rytelska, Wólka Nadburzna i Wszebory ze zniesionej gminy Olszew oraz obszary dotychczasowych gromad Rytele Suche, Rytele-Wszołki i Rytele Święckie ze zniesionej gminy Kosów w tymże powiecie. Dla gromady ustalono 21 członków gromadzkiej rady narodowej.
29 lutego 1956 z gromady Rytele Olechny wyłączono kolonię Boreczek włączając ją do gromady Prostyń w powiecie węgrowskim.
1 stycznia 1959 z gromady Rytele-Olechny wyłączono część obszaru wsi Rytele Święckie (tzw. Ugór-Boreczek) o powierzchni 34 ha, włączając ją do znoszonej gromady Rostki Wielkie w powiecie ostrowskim, po czym nowa granica powiatów sokołowskiego i ostrowskiego na tym odcinku biegła korytem rzeki Bug.
31 grudnia 1959 do gromady Rytele-Olechny przyłączono wsie Grodzickie i Grzymki ze znoszonej gromady Kamieńskie w tymże powiecie.
1 stycznia 1969 z gromady Rytele-Olechny wyłączono część obszaru wsi Grodzickie o powierzchni 76 ha, włączając ją do znoszonej gromady Zuzela w powiecie ostrowskim w tymże województwie, po czym nowa granica powiatów sokołowskiego i ostrowskiego na tym odcinku biegła korytem rzeki Bug.
Gromada przetrwała do końca 1972 roku, czyli do kolejnej reformy gminnej.